# Стацема
Стацема (итал. Stazzema) је насеље у Италији у округу Лука, региону Тоскана.
Према процени из 2011. у насељу је живело 223 становника. Насеље се налази на надморској висини од 471 м.

## Становништво
Према резултатима пописа становништва 2011. у општини је живело 3.318 становника.
| 1931. | 1936. | 1951. | 1961. | 1971. | 1981. | 1991. | 2001. | 2011. |
| ----- | ----- | ----- | ----- | ----- | ----- | ----- | ----- | ----- |
| 8.628 | 7.957 | 7.058 | 6.079 | 4.895 | 4.145 | 3.637 | 3.367 | 3.318 |